# Kim Campbell

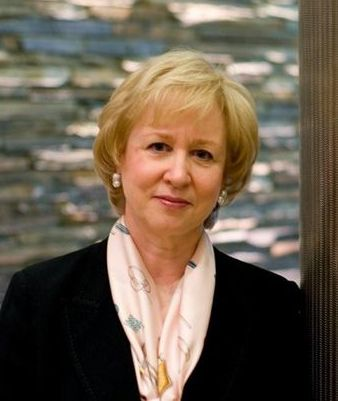
Kim Campbell (2009)

Avril Phaedra Douglas „Kim“ Campbell PC, CC, OBC, QC (* 10. März 1947 in Port Alberni, British Columbia) ist eine kanadische Politikerin, Diplomatin, Rechtsanwältin und Autorin. Sie war vom 25. Juni bis zum 4. November 1993 die 19. Premierministerin Kanadas und die bisher einzige Frau in diesem Amt; ihre Amtszeit von 132 Tagen ist die drittkürzeste.
Campbell gehörte der Progressiv-konservativen Partei an und wurde 1988 ins kanadische Unterhaus gewählt. 1989 folgte die Ernennung zur Staatsministerin für Indianerangelegenheiten ins Kabinett von Premierminister Brian Mulroney. Von 1990 bis 1993 war sie Justizministerin. Nachdem Mulroney aufgrund äußerst schlechter Umfragewerte seinen Rücktritt erklärt hatte, bestimmte der Parteitag der Progressiv-Konservativen Campbell zu dessen Nachfolgerin als Parteivorsitzende, womit sie auch das Amt der Premierministerin übernahm. Bei der Unterhauswahl 1993 erlitt ihre Partei eine schwere Niederlage und Campbell trat kurz darauf zurück. Zwei Monate später legte sie auch das Amt der Parteivorsitzenden nieder. In den Jahren darauf war sie in verschiedenen Funktionen für die kanadische Regierung und internationale Organisationen im Bereich der Demokratieförderung tätig.

## Biografie

### Studium und Beruf
Campbell kam in Port Alberni auf Vancouver Island zur Welt, als eine von zwei Töchtern von Phyllis Margaret „Lissa“ Cook (1923–2013) und George Thomas Campbell (1920–2002). Der Vater war in Montreal als Sohn schottischer Eltern geboren worden, hatte während des Zweiten Weltkriegs in Italien gekämpft und arbeitete später als Barrister. Nach längerer Trennung wurde die Ehe 1969 geschieden. Im Jahr 1957 trat Campbell in mehreren Folgen der Kinder-Nachrichtensendung Junior Television Club des kanadischen Fernsehens auf, damals noch unter ihrem Geburtsnamen Avril. Nachdem sie für kurze Zeit ein katholisches Internat in Victoria besucht hatte, zog sie 1960 mit ihrer Familie nach Vancouver, wo sie die Prince of Wales Secondary School absolvierte. Als Teenager begann sie sich Kim zu nennen. Von 1964 bis 1969 studierte sie Politikwissenschaft an der University of British Columbia, wo sie sich in der Studentenvertretung engagierte und als erste Frau überhaupt die Erst- und Zweitsemesterstudenten vertrat.
1970 ging Campbell nach Großbritannien an die London School of Economics, um dort an ihrer Dissertation über die sowjetische Regierung zu forschen. Von April bis Juni 1972 reiste sie durch verschiedene Regionen der Sowjetunion. Sie hatte zuvor mehrere Jahre lang Russisch gelernt und gab an, dass sie die Sprache damals fast fließend beherrschte. Campbell zeigte sich beeindruckt von der Schönheit der Landschaft und dem kulturellen Reichtum, wies aber auch darauf hin, diese stehe in einem extremen Kontrast zur Vergeudung und Ineffizienz, die das Leben der Bürger trostlos mache. Im selben Jahr brach sie ihr Studium ab, nachdem sie den 21 Jahre älteren Mathematiker und Schachspieler Nathan Divinsky geheiratet hatte. Die kinderlos gebliebene Ehe wurde 1983 geschieden. 1980 hatte Campbell Rechtswissenschaft zu studieren begonnen und machte 1983 ihren Abschluss als Bachelor of Laws. Daraufhin war sie von 1984 bis 1986 in Vancouver als Rechtsanwältin tätig. Ihre zweite Ehe mit dem Juristen Howard Eddy hielt vier Jahre lang bis 1991.

### Politische Karriere
Campbells politische Karriere begann 1981 mit der Wahl in die Schulaufsichtsbehörde der Stadt Vancouver. 1983 war sie Vorsitzende dieses Gremiums und trat im darauf folgenden Jahr zurück. Ein besonderes Anliegen war für sie die Anerkennung des International Baccalaureate in Vancouver. Während ihrer Zeit in der Lokalpolitik fühlte sie sich keiner Partei verbunden. Nachdem sie von der British Columbia Social Credit Party angefragt worden war, kandidierte sie im April 1983 bei den Wahlen zur Legislativversammlung von British Columbia, wenn auch ohne Erfolg. Drei Jahre später bewarb sie sich um den Parteivorsitz der Social Credit Party und unterlag deutlich dem späteren Provinzpremierminister Bill Vander Zalm. Am 22. Oktober desselben Jahres zog sie in die Legislativversammlung ein und vertrat daraufhin den Wahlkreis Vancouver-Point Grey. Als Hinterbänklerin überwarf sie sich mit Vander Zalm, nachdem dieser die finanziellen Beiträge der Provinz für Schwangerschaftsabbrüche gekürzt hatte. Aus Verärgerung beschloss sie, zur Bundespolitik zu wechseln und gab ihr Mandat auf Provinzebene am 22. Oktober 1988 auf.
Bei der Unterhauswahl 1988 kandidierte Campbell im Wahlkreis Vancouver Centre, wo sie sich am 21. November mit 37,2 % der Stimmen durchsetzte; ihr Vorsprung auf die NDP-Kandidatin Johanna Den Hertog betrug lediglich 269 Stimmen oder 0,4 Prozentpunkte. Premierminister Brian Mulroney nahm sie am 30. Januar 1989 in sein Kabinett auf, zunächst als Staatsministerin (d. h. stellvertretende Ministerin) für Indianerangelegenheiten. In diesem Amt war sie unter anderem für die Vorbereitung des (letztlich gescheiterten) Meech Lake Accord zuständig. Ab 23. Februar 1990 amtierte sie als Justizministerin und Attorney General – jeweils als erste Frau überhaupt. Sie setzte bedeutende Änderungen des Strafgesetzes in den Bereichen Schusswaffenkontrolle und sexuelle Übergriffe durch. Nach einer Entscheidung des Obersten Gerichtshofes legte sie den Gesetzesentwurf C-43 vor, der den Schwangerschaftsabbruch einheitlich regeln sollte. Das Gesetz kam zwar im Unterhaus durch, scheiterte aber im Senat. Bis heute (2019) gibt es keine nationale Abtreibungsgesetzgebung, stattdessen ist die Rechtslage je nach Provinz unterschiedlich.
Mulroney nahm am 4. Januar 1993 eine Kabinettsumbildung vor, woraufhin Campbell die Leitung der Ministerien für Verteidigung und Veteranen übernahm. Erneut war sie jeweils die erste Frau in diesen Ämtern. Zwei Monate später nahm sie an einem Treffen der NATO-Verteidigungsminister in Brüssel teil. Ebenfalls im Frühjahr 1993 musste sie sich Vertuschungs- und Verharmlosungsvorwürfe gefallen lassen, nachdem während der UNO-Friedensmission in Somalia mehrere kanadische Fallschirmjäger einen somalischen Jugendlichen zu Tode geprügelt hatten. Angesichts miserabler Umfragewerte kündigte Premierminister Mulroney am 23. Februar 1993 seinen bevorstehenden Rücktritt an. Campbell bewarb sich um dessen Nachfolge und galt von Anfang als aussichtsreiche Kandidatin. Am 13. Juni 1993 fand im Ottawa Civic Centre ein außerordentlicher Parteitag statt. Bei der Wahl des neuen Parteivorsitzenden setzte sich Campbell im zweiten Wahlgang mit 52,7 % der Stimmen gegen Umweltminister Jean Charest durch. Daraufhin wurde sie von Generalgouverneur Ray Hnatyshyn am 25. Juni als erste Premierministerin Kanadas vereidigt.

### Premierministerin
Nach dem Amtsantritt verkleinerte Campbell ihr Kabinett massiv von bisher 35 auf noch 23 Minister, ebenso legte sie mehrere Ministerien zusammen. Im Juli nahm sie am G7-Gipfel in Tokio teil. In den folgenden Wochen reiste sie durch das ganze Land und präsentierte sich an zahlreichen Veranstaltungen. Eine von Gallup durchgeführte Meinungsumfrage ergab im August einen Zustimmungswert von beachtlichen 51 %, mehr als bei jedem anderen kanadischen Regierungschef in den vergangenen 30 Jahren. Am Ende des Sommers überstieg ihre persönliche Beliebtheit jene von Oppositionsführer Jean Chrétien bei weitem und die Progressiv-Konservative Partei lag in den Umfragen nur noch wenige Prozentpunkte hinter der Liberalen Partei zurück. Campbell wohnte nicht im offiziellen Amtssitz 24 Sussex Drive in Ottawa (Mulroney war dort noch nicht ausgezogen), sondern in der Sommerresidenz am Harrington Lake. Da das Parlament während ihrer kurzen Amtszeit nie zu einer Session zusammentrat, konnte sie keine neuen Gesetzesvorhaben präsentieren, auch ernannte sie keinen einzigen Senator.
Campbell bat den Generalgouverneur am 8. September 1993, das Unterhaus aufzulösen und Neuwahlen auszurufen, da die laufende Legislaturperiode ohnehin bald zu Ende sein würde. Die Unterhauswahl 1993 war auf den 25. Oktober angesetzt, dem spätestmöglichen Termin gemäß Artikel 4 der Kanadischen Charta der Rechte und Freiheiten. Die Progressiv-Konservativen waren optimistisch, dass sie weiterhin die Regierung stellen oder zumindest die Liberalen zu einer Minderheitsregierung zwingen würden. Doch kaum hatte der Wahlkampf begonnen, zeigten die Meinungsumfragen ein zunehmend düsteres Bild. Während sich die Liberalen minutiös vorbereitet hatten, hinterließen die Tories einen bisweilen unorganisierten Eindruck. Die Wahlkampfleiter beschlossen, eine Serie von TV-Spots zu produzieren, die den Oppositionsführer persönlich angriffen und sich über die Teillähmung seines Gesichts lustig zu machen schienen. Die Öffentlichkeit, darunter Vertreter aller politischen Lager, reagierte empört auf die beleidigende Negativkampagne, woraufhin Campbell die Spots absetzen ließ. Als Folge davon schossen Chrétiens Beliebtheitswerte in die Höhe.
Die Unterhauswahl endete mit einer verheerenden Niederlage der Progressiv-Konservativen. Der Wähleranteil schrumpfte von 43 auf 16 %, die Anzahl der Sitze von 167 auf gerade noch zwei. Sowohl in absoluten Zahlen als auch prozentual erlitten die Tories die schwerste Niederlage einer Regierungspartei auf Bundesebene. Es gelang ihnen nicht einmal, ihren Fraktionsstatus zu verteidigen. Ihre Wählerbasis hatte sich in Westkanada weitgehend der Reformpartei zugewandt, in Québec teilweise dem Bloc Québécois und in den übrigen Landesteilen den Liberalen. Campbell selbst erhielt in ihrem Wahlkreis nur 25,2 % der Stimmen und unterlag deutlich der liberalen Kandidatin Hedy Fry. Später machte sie hauptsächlich Mulroney, den sie als den unbeliebtesten Premierminister überhaupt bezeichnete, für die Wahlniederlage verantwortlich. Er sei viel zu spät zurückgetreten und habe ihr dadurch zu wenig Zeit übrig gelassen, um die Partei wieder auf Erfolgskurs zu bringen. Campbell leitete die Regierungsgeschäfte noch bis zum 4. November, am 13. Dezember gab sie den Parteivorsitz an Charest ab.

### Weitere Tätigkeiten
Ab 1994 war Campbell als Dozentin an der Harvard Kennedy School der Harvard University tätig. Es gab Gerüchte, wonach sie den Posten als kanadische Botschafterin in Moskau übernehmen würde, die sich jedoch nicht bewahrheiteten. Hingegen wurde sie am 16. September 1996 von Premierminister Chrétien zur Generalkonsulin in Los Angeles ernannt. Ein Jahr später heiratete sie den Komponisten und Regisseur Hershey Felder. Nach dem Ende ihrer dreijährigen Amtszeit kehrte Campbell 1999 an die Harvard University zurück, um im neu gegründeten Center for Public Leadership zu lehren. Von 1999 bis 2003 präsidierte sie den Council of Women World Leaders, ein internationales Netzwerk amtierender und ehemaliger Staatspräsidentinnen und Regierungschefinnen. Danach war sie von 2003 bis 2005 Präsidentin des International Women’s Forum, eine internationale Vereinigung zur Förderung weiblicher Karrieren. Als Gründungsmitglied des Club de Madrid leitete sie diese Organisation von 2004 bis 2006.
Campbell leitete von 2008 bis 2015 das Steuerungskomitee des internationalen Netzwerks World Movement for Democracy. Ebenso war sie Vorstandsmitglied der International Crisis Group, des EastWest Institute und des Studienzentrums für Radikalisierung und politische Gewalt am Londoner King’s College. 2014 wurde sie zur ersten Rektorin des neu gegründeten Peter Lougheed Leadership College der University of Alberta gewählt und übte dieses Amt vier Jahre lang aus. Premierminister Justin Trudeau ernannte sie am 2. August 2016 zur Vorsitzenden eines neuen siebenköpfigen parteiunabhängigen Beirats, der die Aufgabe hat, Richterkandidaten für den Obersten Gerichtshof zu finden und ihre Eignung für das Amt zu prüfen.

## Auszeichnungen
Campbell erhielt am 3. September 2010 von Generalgouverneurin Michaëlle Jean den Order of Canada überreicht. Zwei Jahre später, am 6. September 2012, nahm Vizegouverneur Steven Point sie in den Order of British Columbia auf. Darüber hinaus ist Campbell Ehrendoktor von elf verschiedenen Universitäten.